# Franciszek Brzeziński
Franciszek Ksawery Brzeziński (Varsovie, 6 septembre 1867 – Varsovie, 6 août 1944) est docteur en droit, fonctionnaire consulaire, compositeur et critique musical polonais.

## Biographie
Franciszek est le petit-fils de la pianiste et compositrice Filipina Brzezińska-Szymanowska. Après ses études de droit (1890) à Dorpacie (aujourd'hui Tartu en Estonie), il exerce à Varsovie vers 1903. L'année suivante, il y étudie le piano avec Jan Kleczyński, puis à Paris et Leipzig, avec Max Reger (composition), Stephan Krehl et Arthur Nikisch (1904–1907). 
Après son retour, il travaille en tant que critique musical pour le quotidien Kurier Warszawski (1916–1921), puis pour Nowiny Muzyczne (1929) et Rzeczpospolita (1930–1931) ; il publie également des articles dans Sztuka, Muzyka et Muzyka Polska. Il écrit une biographie de Smetana, publiée à Varsovie en 1933. Il est consul de la république de Pologne à Breslau (aujourd'hui Wrocław) de 1921-1927 et à Berlin. En 1929, il est membre de l'association des écrivains et critiques musicaux.

## Écrits
- Smetana, Librairie Musicale F. Grąbczewskiego, Varsovie 1933, 82 p.

## Composition
Le style de Brzeziński est fortement ancré dans la tradition du dernier romantisme, bien que se glisse quelques signes de modernisme.
- Concerto en sol mineur
- Sonate en ré majeur pour violon et piano
- Triptique (Tryptyk). Suite de préludes et fugues pour piano op. 5. I Le doute – Zwatpienie – Im Zweifel (Praeludium & Fuga F moll). II Noël en Pologne – Boże Narodzenie – Weihnachten in Polen (Praeludium & Fuga C Dur). III Devant le Sphinx – Przed sfinxem – Vor der Sphinx (Praeludium & Fuga C moll). A. Piwarski & Co., Cracovie; Gebethner & Wolff, Varsovie 1911.
- Autres pièces pour piano : Variations, Suite polonaise, Toccata, Polonaise-Ballade (également en version orchestrale).

## Discographie
- Œuvres pour piano - Pakura Barbara, piano (2013, Acte Préalable AP0267)
- Sonate ré majeur, op. 6 pour violon et piano - Irena Kalinowska-Grohs, violon ; Pakura Barbara, piano (2012, Acte Préalable AP0271) (OCLC 842150991)